# Grébault-Mesnil
Grébault-Mesnil is een gemeente in het Franse departement Somme (regio Hauts-de-France) en telt 166 inwoners (2005). De plaats maakt deel uit van het arrondissement Abbeville.

## Geografie
De oppervlakte van Grébault-Mesnil bedraagt 2,6 km², de bevolkingsdichtheid is 63,8 inwoners per km².
De onderstaande kaart toont de ligging van Grébault-Mesnil met de belangrijkste infrastructuur en aangrenzende gemeenten.

## Demografie
Onderstaande figuur toont het verloop van het inwonertal (bron: INSEE-tellingen).